# Asotana formosa
Asotana formosa là một loài chân đều trong họ Cymothoidae. Loài này được Schioedte & Meinert miêu tả khoa học năm 1881.